# 大果鳞斑荚蒾
大果鳞斑荚蒾（学名：Viburnum punctatum var. lepidotulum）为忍冬科荚蒾属下的一个变种。